# CS Onhaye
CS Onhaye is een Belgische voetbalclub uit Onhaye. De club is aangesloten bij de KBVB met stamnummer 6626 en heeft rood als clubkleur. 

## Geschiedenis
In 1963 werd CS Onhaye opgericht. De club sloot zich aan bij de Belgische Voetbalbond en ging er van start in de laagste provinciale reeksen, toen Derde Provinciale.
CS Onhaye kende al na enkele seizoenen succes en behaalde eind jaren 60 de titel en bijhorende promotie naar Tweede Provinciale. Daar ging men verder op het elan, werd opnieuw de titel behaald en zo stootte men in 1969 door naar het hoogste provinciale niveau. Onhaye kon zich de volgende seizoenen handhaven in Eerste Provinciale, waar men in 1972 zelfs al derde eindigde.
In 1974 was het verblijf op het hoogste provinciale niveau over en degradeerde CS Onhaye weer naar Tweede Provinciale. Men kon zich enkele seizoenen handhaven in Tweede, tot men in 1980 verder zakte naar Derde Provinciale. In 1986 keerde men terug in Tweede, waar men een decennium bleef spelen, tot men in 1996 nog eens degradeerde naar Derde Provinciale.
CS Onhaye zou bij het begin van de 21ste eeuw echter weer opklimmen. In 1999 promoveerde men nog eens naar Tweede Klasse, waar men al in 2001 de titel haalde. Na 27 jaar promoveerde de club zo terug naar Eerste Provinciale. Onhaye bleef er de volgende jaren spelen met wisselende resultaten, waarbij men enkele keren de promotie-eindronde behaalde, maar telkens zonder succes. In 2004 en 2007 won men de Beker van Luxemburg. Uiteindelijk behaalde CS Onhaye in 2013, toen het zijn 50-jarig bestaan vierde, de titel in Eerste Provinciale. Voor het eerst in haar bestaan bereikte de club zo de nationale bevorderingsreeksen.

## Resultaten
| Seizoen | Klasse | Klasse | Klasse | Klasse | Klasse | Klasse | Klasse | Klasse | Klasse | Reeks                                                    | Punten                                                   | Opmerkingen                                                |
|         | I      | I      | II     | III    | IV     | P.I    | P.II   | P.III  | P.IV   |                                                          |                                                          |                                                            |
| ------- | ------ | ------ | ------ | ------ | ------ | ------ | ------ | ------ | ------ | -------------------------------------------------------- | -------------------------------------------------------- | ---------------------------------------------------------- |
| 2010/11 |        |        |        |        |        | 11     |        |        |        | Eerste prov. Namen                                       | 34                                                       |                                                            |
| 2011/12 |        |        |        |        |        | 10     |        |        |        | Eerste prov. Namen                                       | 40                                                       |                                                            |
| 2012/13 |        |        |        |        |        | 1      |        |        |        | Eerste prov. Namen                                       | 76                                                       |                                                            |
| 2013/14 |        |        |        |        | 13     |        |        |        |        | Vierde klasse D                                          | 32                                                       |                                                            |
| 2014/15 |        |        |        |        | 16     |        |        |        |        | Vierde klasse D                                          | 10                                                       |                                                            |
| 2015/16 |        |        |        |        |        | 1      |        |        |        | Eerste prov. Namen                                       | 69                                                       |                                                            |
|         | 1A     | 1B     | 1Am    | 2Am    | 3Am    | P.I    | P.II   | P.III  | P.IV   | Vanaf 2016-17 zijn er 3 nationale en 2 regionale niveaus | Vanaf 2016-17 zijn er 3 nationale en 2 regionale niveaus | Vanaf 2016-17 zijn er 3 nationale en 2 regionale niveaus   |
| 2016/17 |        |        |        |        | 6      |        |        |        |        | Derde klasse Am.                                         | 37                                                       |                                                            |
| 2017/18 |        |        |        |        | 3      |        |        |        |        | Derde klasse Am.                                         | 56                                                       |                                                            |
| 2018/19 |        |        |        |        | 5      |        |        |        |        | Derde klasse Am.                                         | 49                                                       | promotie na eindronde                                      |
| 2019/20 |        |        |        | 16     |        |        |        |        |        | Tweede klasse Am.                                        | 21                                                       |                                                            |
| 2020/21 |        |        |        |        | -      |        |        |        |        | Derde afdeling ACFF B                                    | -                                                        | Geen competitie door Covid-19                              |
| 2021/22 |        |        |        |        | 6      |        |        |        |        | Derde afdeling ACFF B                                    | 49                                                       |                                                            |
| 2022/23 |        |        |        |        | 2      |        |        |        |        | Derde afdeling ACFF A                                    | 57                                                       | Geen promotie na verlies in de Eindronde tegen RFC Tournai |
| 2023/24 |        |        |        |        | 1      |        |        |        |        | Derde afdeling ACFF A                                    | 72                                                       | Kampioen                                                   |
| 2024/25 |        |        |        | 3      |        |        |        |        |        | Tweede afdeling ACFF                                     | 64                                                       |                                                            |
| 2025/26 |        |        |        |        |        |        |        |        |        | Tweede Afdeling ACFF                                     |                                                          |                                                            |